# Distretto di Sayed Khel
Il distretto di Sayed Khel è un distretto dell'Afghanistan appartenente alla provincia del Parvan.